# مناورات السماء اليقظة
مناورات السماء اليقظة أو (بالإنجليزية: Vigilant Skies Maneuvers)‏ هي مناورات عسكرية جوية مشتركة تقام بين كل من القوات المسلحة للفيدرالية الروسية وحلف شمال الأطلسي «الناتو».وتشارك فيها كل من روسيا والدول الممثلة للحلف بعناصر من قواتها الجوية. أعلن عن المناورات لأول مرة في روما عام 2002 في قمة مجلس روسيا الناتو وذلك قبل الإعلان عن بدء عملها في ديسمبر 2011، عقب الانتهاء من أول مناورة للسماء اليقظة في وقت سابق من نفس العام.

## هدف المناورات
تأتي المناورات ضمن مبادرة التعاون الجوي بين الشريكين والتي ترمي إلى مكافحة الإرهاب، وتحقق كل الأطراف من فاعلية العمل لجميع عناصر نظم تبادل المعلومات، والتركيز على المهام العملية لإحضار المقاتلين المنفذين للعملية واعتراض ومنع العمل الإرهابي.

## السماء اليقظة-2013
أقيمت فعاليات المناورة في الفترة من 23 إلى 27 سبتمبر على ثلاث مراحل، ومثلت الحلف في المناورة دول النرويج وبولندا وتركيا.
وتضمن سيناريو المناورات حادثتين إرهابيتين منفصلتين، منها اختطاف طائرتين مدنيتين في الأجواء التركية والروسية والبولندية من قبل إرهابيين على متن هاتين الطائرتين، وقامت القوات المشاركة بإنقاذ الطائرتين بنجاح بعد أن أعطى مراقبي الحركة الجوية الروسية والناتو التعليمات للقوات الروسية بالدفع بمقاتلات لمرافقة الطائرتاين والهبوط بهما سالمتين.